# Президентские выборы в Италии (1948)
Президентские выборы в Италии 1948 года проходили в соответствии с Конституцией, вступившей в силу с 1 января. В соответствии со статьёй 83 Конституции, выборы президента Италии осуществляются парламентом на совместном заседании его членов. Для избрания кандидат должен получить большинство в две трети голосов членов собрания. После третьего голосования достаточно абсолютного большинства.
Выборы проходили 10-11 мая, для избрания президента потребовалось 4 тура голосования. В 4-м туре победу одержал Луиджи Эйнауди.

## 10 мая 1948

### 1 тур
Присутствовало: 868, голосовали: 853, воздержались: 15.
Необходимое число голосов: 600.
| Кандидат                   | Число голосов |
| -------------------------- | ------------- |
| Энрико де Никола           | 396           |
| Карло Сфорца               | 353           |
| Луиджи Эйнауди             | 20            |
| Иваноэ Бономи              | 10            |
| Чиприано Факкинетти        | 10            |
| Алессандро Казати          | 5             |
| Пустые бюллетени           | 56            |
| Отсутствующие бюллетени    | 2             |
| Недействительные бюллетени | 1             |

Ни один из кандидатов не набрал требуемого большинства голосов, поэтому был назначен 2-й тур голосования.

### 2 тур
Присутствовало: 867, голосовало: 858, воздержались: 9.
Необходимое число голосов: 600.
| Кандидат                   | Число голосов |
| -------------------------- | ------------- |
| Карло Сфорца               | 405           |
| Энрико де Никола           | 336           |
| Гаэтано Пиераччини         | 49            |
| Луиджи Эйнауди             | 16            |
| Алессандро Казати          | 5             |
| Чиприано Факкинетти        | 3             |
| Иваноэ Бономи              | 1             |
| Пустые бюллетени           | 40            |
| Отсутствующие бюллетени    | 0             |
| Недействительные бюллетени | 3             |

Ни один из кандидатов не набрал требуемого большинства голосов, поэтому был назначен 3-й тур голосования.

## 11 мая 1948

### 3 тур
Присутствовало: 863, голосовало: 848, воздержались: 15.
Необходимое число голосов: 600.
| Кандидат                   | Число голосов |
| -------------------------- | ------------- |
| Луиджи Эйнауди             | 462           |
| Энрико де Никола           | 13            |
| Карло Сфорца               | 9             |
| Витторио Эммануэле Орландо | 7             |
| Иваноэ Бономи              | 4             |
| Чиприано Факкинетти        | 3             |
| Алессандро Казати          | 5             |
| Пустые бюллетени           | 333           |
| Отсутствующие бюллетени    | 6             |
| Недействительные бюллетени | 8             |

Ни один из кандидатов не набрал требуемого большинства голосов, поэтому был назначен 4-й тур голосования.

### 4 тур
Присутствовало: 872, голосовало: 871, воздержался: 1.
Необходимое число голосов:451.
| Кандидат                   | Число голосов |
| -------------------------- | ------------- |
| Луиджи Эйнауди             | 518           |
| Витторио Эммануэле Орландо | 320           |
| Пустые бюллетени           | 29            |
| Отсутствующие бюллетени    | 4             |
| Недействительные бюллетени | 0             |

Результат: Луиджи Эйнауди избран президентом Итальянской республики.